# Nesolestes drocera
Nesolestes drocera är en trollsländeart som beskrevs av Fraser 1951. Nesolestes drocera ingår i släktet Nesolestes och familjen Megapodagrionidae. IUCN kategoriserar arten globalt som otillräckligt studerad. Inga underarter finns listade i Catalogue of Life.